# Cypholophus radicans
Cypholophus radicans är en nässelväxtart som beskrevs av H. Winkl.. Cypholophus radicans ingår i släktet Cypholophus och familjen nässelväxter. Inga underarter finns listade i Catalogue of Life.